# Njom
Njom est un village du Cameroun situé dans le département du Koupé-Manengouba et la Région du Sud-Ouest. Il fait partie de la commune de Bangem.

## Localisation
Njom est localisé à 5° 04' 26 N et 9° 45' 48 E, à environ 118 km de distance de Buéa, le chef-lieu de la Région du Sud-Ouest, et à 236 km de Yaoundé, la capitale du Cameroun.

## Population
Lors du recensement de 2005, Njom comptait 258 habitants dont 109 hommes et 149 femmes .